# ميل مارتن
ميل مارتن (بالإنجليزية: Mel Martin)‏ هي ممثلة بريطانية، ولدت في مارس 1947.

## وصلات خارجية
- ميل مارتن على موقع IMDb (الإنجليزية)
- ميل مارتن على موقع قاعدة بيانات الفيلم (الإنجليزية)